# Indianapolis 500 in 1974
De 58e Indianapolis 500 werd gereden op zondag 26 mei 1974 op de Indianapolis Motor Speedway. Amerikaans coureur Johnny Rutherford won de race.

## Startgrid
A.J. Foyt won de poleposition. Wegens de oliecrisis werden de trainingsritten beperkt dat jaar.
| Rij | Binnen            | Midden            | Buiten          |
| --- | ----------------- | ----------------- | --------------- |
| 1   | A.J. Foyt         | Wally Dallenbach  | Mike Hiss       |
| 2   | Gordon Johncock   | Mario Andretti    | Mike Mosley     |
| 3   | Bobby Unser       | Tom Sneva         | David Hobbs     |
| 4   | Dick Simon        | Gary Bettenhausen | Jimmy Caruthers |
| 5   | George Snider     | Salt Walther      | Steve Krisiloff |
| 6   | Bill Vukovich II  | Jerry Grant       | Lloyd Ruby      |
| 7   | Jerry Karl        | Bill Simpson      | Pancho Carter   |
| 8   | John Martin       | Tom Bigelow       | Rick Muther     |
| 9   | Johnny Rutherford | Al Unser          | Roger McCluskey |
| 10  | Jim Hurtubise     | Johnny Parsons    | Jim McElreath   |
| 11  | Bob Harkey        | Jan Opperman      | Larry Cannon    |

## Race
Johnny Rutherford, die pas vanaf de 25e startplaats vertrokken was, kwam tijdens de 65e ronde voor de eerste keer aan de leiding van de race om in ronde 177 definitief de leiding over te nemen en zijn eerste van drie Indy 500 races te winnen. A.J. Foyt, die tijdens de race zeventig ronden aan de leiding had gereden viel uit met mechanische pech.
| #                                                                                  | Coureur            | Auto                  | Ronden | Opgave     |
| ---------------------------------------------------------------------------------- | ------------------ | --------------------- | ------ | ---------- |
| 1                                                                                  | Johnny Rutherford  | McLaren-Offenhauser   | 200    |            |
| 2                                                                                  | Bobby Unser        | Eagle-Offenhauser     | 200    |            |
| 3                                                                                  | Bill Vukovich II   | Eagle-Offenhauser     | 199    |            |
| 4                                                                                  | Gordon Johncock    | Eagle-Offenhauser     | 198    |            |
| 5                                                                                  | David Hobbs        | McLaren-Offenhauser   | 196    |            |
| 6                                                                                  | Jim McElreath      | Eagle-Offenhauser     | 194    |            |
| 7                                                                                  | Pancho Carter (R)  | Eagle-Offenhauser     | 191    |            |
| 8                                                                                  | Bob Harkey         | Kenyon-Foyt           | 189    |            |
| 9                                                                                  | Lloyd Ruby         | Eagle-Offenhauser     | 187    | Mechanisch |
| 10                                                                                 | Jerry Grant        | Eagle-Offenhauser     | 175    |            |
| 11                                                                                 | John Martin        | McLaren-Offenhauser   | 169    |            |
| 12                                                                                 | Tom Bigelow (R)    | Vollstedt-Offenhauser | 166    |            |
| 13                                                                                 | Bill Simpson (R)   | Eagle-Offenhauser     | 163    | Mechanisch |
| 14                                                                                 | Mike Hiss          | McLaren-Offenhauser   | 158    |            |
| 15                                                                                 | A.J. Foyt          | Coyote-Foyt           | 142    | Mechanisch |
| 16                                                                                 | Roger McCluskey    | Riley-Offenhauser     | 141    | Mechanisch |
| 17                                                                                 | Salt Walther       | McLaren-Offenhauser   | 141    | Mechanisch |
| 18                                                                                 | Al Unser           | Eagle-Offenhauser     | 131    | Mechanisch |
| 19                                                                                 | Jerry Karl         | Eagle-Offenhauser     | 115    | Ongeval    |
| 20                                                                                 | Tom Sneva (R)      | Kingfish-Offenhauser  | 94     | Mechanisch |
| 21                                                                                 | Jan Opperman (R)   | Parnelli-Offenhauser  | 85     | Ongeval    |
| 22                                                                                 | Steve Krisiloff    | Eagle-Offenhauser     | 72     | Mechanisch |
| 23                                                                                 | Jimmy Caruthers    | Eagle-Offenhauser     | 64     | Mechanisch |
| 24                                                                                 | Larry Cannon (R)   | Eagle-Offenhauser     | 49     | Mechanisch |
| 25                                                                                 | Jim Hurtubise      | Eagle-Offenhauser     | 31     | Mechanisch |
| 26                                                                                 | Johnny Parsons (R) | Finley-Offenhauser    | 18     | Mechanisch |
| 27                                                                                 | Rick Muther        | Coyote-Foyt           | 11     | Mechanisch |
| 28                                                                                 | George Snider      | Atlanta-Foyt          | 7      | Mechanisch |
| 29                                                                                 | Mike Mosley        | Eagle-Offenhauser     | 6      | Mechanisch |
| 30                                                                                 | Wally Dallenbach   | Eagle-Offenhauser     | 3      | Mechanisch |
| 31                                                                                 | Mario Andretti     | Eagle-Offenhauser     | 2      | Mechanisch |
| 32                                                                                 | Gary Bettenhausen  | McLaren-Offenhauser   | 2      | Mechanisch |
| 33                                                                                 | Dick Simon         | Eagle-Foyt            | 1      | Mechanisch |
| Gemiddelde snelheid : 255,224 km/h - Snelste Ronde : Wally Dallenbach, 308,04 km/h |                    |                       |        |            |